# Vaxi jonesella
Vaxi jonesella är en fjärilsart som beskrevs av Dyar 1914. Vaxi jonesella ingår i släktet Vaxi och familjen Crambidae. Inga underarter finns listade i Catalogue of Life.